# Rathfriland Castle

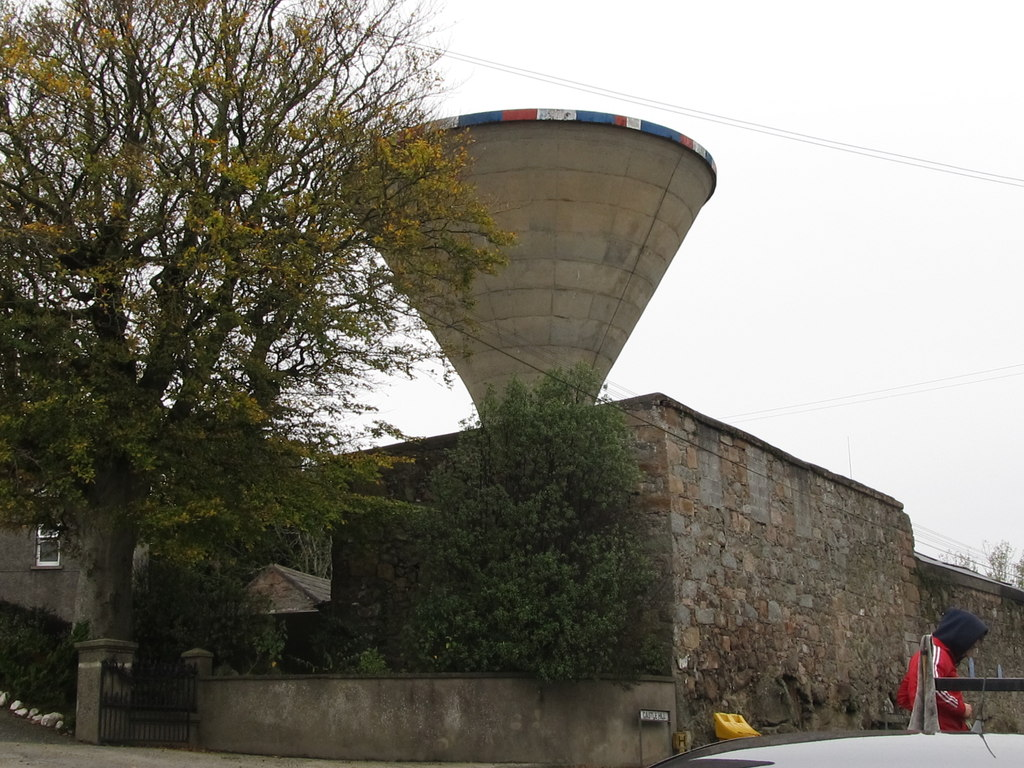
Burgreste mit Wasserturm

Rathfriland Castle (irisch Caisleán Ráth Fraoileann) ist eine Burgruine in Rathfriland im nordirischen County Down.

## Geschichte
Rathfriland Castle war einer der Sitze der Familie Mag Aonghusa (anglisiert Magennis), der Herren von Uibh Eachach Cobha (Iveagh). Der größte Teil der Burg wurde nach der irischen Rebellion von 1641 von William Hawkins aus London abgerissen. Den Rest zerstörte dann General Henry Ireton auf Befehl Oliver Cromwells.

## Konstruktion
Die Burg war ein drei- bis vierstöckiges Gebäude mit einem steinernen Tonnengewölbe im 1. Obergeschoss, das – im Unterschied zu einer Holzdecke – die Feuergefahr minderte.
Koordinaten: 54° 14′ 19,1″ N, 6° 9′ 30,4″ W